# 卡利諾韋 (博羅瓦區)
49°26′6″N 37°29′56″E / 49.43500°N 37.49889°E
卡利諾韋（烏克蘭語：Калинове）是位於烏克蘭東部的村莊，由哈爾科夫州伊久姆區的博罗瓦市镇負責管轄。該村始建於1775年，面積2.04平方公里，海拔高度155米，2001年人口226，人口密度每平方公里111.1人。